# Thunder Force II
Thunder Force II är ett shoot 'em up-spel utvecklat av Technosoft och ursprungligen utgivet den 15 oktober 1988 till Sharp X68000. 1989 släpptes det till Sega Mega Drive-Genesis och i Japan (under namnet Thunder Force II MD), Europa och USA. I USA släpptes spelet samtidig som Sega Genesis. Spelet är det andra i Thunder Force-serien.
Spelaren styr en av Galaxfederationens farkoster i kampen mot Ornimperiet. Vissa banor scrollar icke-linjärt, medan andra är sidscrollande likt spel som Gradius och R-Type.

### Fotnoter
1. ↑  Giant Bomb.  ”Thunder Force II International Releases” (på engelska). Giantbomb. 13 mars 1988. http://www.giantbomb.com/thunder-force-ii/3030-12471/releases/#toc-release-92863. Läst 14 maj 2015.
2. ↑  ”Thunder Force II” (på engelska). Mobygames. 13 mars 1988. http://www.mobygames.com/game/thunder-force-ii. Läst 14 maj 2015.